# 송기우
송기우(한국 한자: 宋基宇)는 일제강점기 때의 농구인 겸 축구 선수 및 야구 선수, 럭비 선수였다.
야구 선수로는 유격수로,축구 선수로는 골키퍼로 활약했으며 1933년에 창단된 경성 축구단의 창립 맴버로 활약했다. 여러 스포츠를 겸했지만 그 중 농구 선수로서의 활약이 제일 활발하였으며 1927년에는 농구연맹전의 심판진을 맡기도 하였다.이후 1932년 당시 신문에서는 송기우 선수를 노련하기 조선 농구계 일인자로 표현했으며그해에 농구남자일반에서 우승을 이끈 동시에 조선 농구단에서도 활약했다.주로 보성전문학교 농구부에서 주장직을 맡으며 여러 대회에서 우승을 이끈 송기우 선수는 1934년 일본장기고상농구부의 코치로 부임했고 당시 기사에서는 보전농구부가 사계에 군림한 이라 동부주장 중임을 질미지고 상해 또는 동경 원정시에 그 신기를 발휘하든 이라고 보도하며 송기우 선수를 평가했다. 또한 한국 농구 코치 중에서는 일본(일본 본토)으로 초빙 받은 최초의 인물이였다.그 외에도 조선축구협회 임원, 경성 럭비단 선수, 조선농구협회 회계감사위원, 조선농구협회가 주최하는 조선농구연맹전의 심판위원,숙명여자고등학교 농구부 코치 등 일제강점기 시절 체육계의 여러 분야에서 활발히 활동한 인물이다.

## 기타
1935년 12월 16일 오후 1시에 견지동시천교당에서 염정희(廉貞姬)양과 결혼식을 가졌다.